# Estrela de classe O da sequência principal
Uma estrela de classe O da sequência principal (estrela O V) é uma estrela da sequência principal (classe de luminosidade V) da classe espectral O. Essas estrelas têm entre 15 e 90 vezes a massa solar e temperaturas efetivas entre 30 000 e 52 000 K, o que lhes dá uma coloração azulada. São entre 30 000 e 1 000 000 de vezes mais luminosas que o Sol. Essas estrelas são raras; estima-se que não existem mais que 20 000 em toda Via Láctea. Examplos incluem σ Orionis A e 10 Lacertae.

## Espectros padrões
Os "pontos âncora" do sistema de classificação espectral MK entre as estrelas de classe O da sequência principal, ou seja, aquelas estrelas padrões cuja classificação manteve-se constante ao longo dos anos e pode ser usada para definir as demais, são 15 Monocerotis (O7 V) e 10 Lacertae (O9 V). O atlas Morgan–Keenan–Kellerman (MKK) "Yerkes" de 1943
listou estrelas de classe O padrões entre O5 e O9, com subdivisão apenas para O9.
As duas estrelas O9 V padrões eram Iota Orionis e 10 Lacertae. As estrelas padrões na lista Yerkes ("MK") na lista revisada de Johnson & Morgan (1953) não apresentaram nenhuma mudança dos tipos O5 a O8, e cinco padrões O9 V (HD 46202, HD 52266, HD 57682, 14 Cephei, 10 Lac) e três padrões O9.5 V (HD 34078, Sigma Orionis, Zeta Ophiuchi). Uma revisão importante na classificação espectral por Morgan & Keenan (1973) listou padrões MK revisados de O4 a O7, mas novamente sem subdivisões.
As subclasses anteriores a O5 não foram definidas com estrelas padrões até a década de 1970. O atlas espectral de Morgan, Abt, & Tapscott (1978) listou vários padrões de classe O da sequência principal (classe de luminosidade "V"): HD 46223 (O4 V), HD 46150 (O5 V), HD 199579 (O6 V), HD 47839 (O7 V), HD 46149 (O8 V) e HD 46202 (O9 V). Walborn & Fitzpartrick (1990) forneceram o primeiro atlas digital de estrelas OB, que inclui um padrão O3 V (HDE 303308). A classe espectral O2 foi definida em Walborn et al. (2002), com a estrela BI 253 sendo o padrão O2 V primário (na verdade tipo "O2 V((f*))"). Também listaram HDE 303308 como padrão O4 V e listaram três novos padrões O3 V (HD 64568 e LH 10-3058). A temperatura efetiva de estrelas O3 V é provavelmente próxima de 50 000 K.